# Cristián Balmaceda Undurraga
Cristián Balmaceda Undurraga (Pirque, 17 de diciembre de 1963)  es un técnico agrícola y político chileno. Desde el año 2008 2021 fue alcalde de Pirque, comuna rural de la Región Metropolitana y presidente de la Asociación de Municipios Rurales (AMUR).

## Vida personal
Es técnico agrícola y diplomado en Administración Pública, Financiera y Educación Municipal de la Universidad de Alcalá.
Es tataranieto del expresidente José Manuel Balmaceda Fernández, nieto del destacado doctor José Manuel Balmaceda Ossa e hijo de José Manuel Balmaceda V quien también fue alcalde de Pirque durante 25 años, por lo que toda su vida ha estado ligado a la política y al municipio de dicha comuna. Lleva actualmente 27 años de matrimonio, del cual han nacido 5 hijos.

## Carrera política
Su innegable herencia política lo llevó a estar ligado desde pequeño a la labor social. Si bien, se dedicó un tiempo al trabajo en el campo, comenzó a acompañar a su padre a las juntas de vecino, donde terminó siendo presidente de la Junta de vecinos Santa Rita desde 1990 hasta el 2000.
Ya en el 2004, se presentó a las candidaturas municipales por primera vez, por el partido político Renovación Nacional (RN), y perdió contra el PPD Jaime Escudero Ramos. Para la siguiente elección se volvió a presentar, ganando la alcaldía de Pirque con el 62 % de los votos, frente al mismo rival que le había arrebatado las elecciones pasadas.
Hoy se declara independiente, y lleva once años ejerciendo como alcalde, su labor se ha destacado por un aumento considerable de las obras públicas
En el año 2020 fue invitado por el Ministerio de Salud (Minsal), para integrar la Mesa Social COVID-19, creada para enfrentar dicha pandemia en el país.

## Controversias

### Denuncia contra Senador Ossandon por tráfico de influencias
En 2018 se hizo pública una denuncia de Cristián Balmaceda, contra su primo Manuel José Ossandón por tráfico de influencias. Según indica el documento, el senador habría asistido a un concejo municipal realizando gestiones para favorecer a Cavilú Spa y prorrogar la licitación de la empresa para extraer áridos en el Río Maipo, siendo su hijo, Nicolás Ossandón, presidente del directorio y socio de la compañía.

## Historial electoral

### Elecciones municipales de 2008
- Elecciones municipales de Chile de 2008, en donde se disputa la alcaldía de la comuna de Pirque para el período 2008-2012.

|  | 57.36 % |

|  | 35.69 % |

### Elecciones municipales de 2012
- Elecciones municipales de Chile de 2012 , en donde se disputa la alcaldía de la comuna de Pirque para el período 2012-2016.

|  | 47.95 % |

|  | 26.88 % |

### Elecciones municipales de 2016
- Elecciones municipales de Chile de 2016 , en donde se disputa la alcaldía de la comuna de Pirque para el período 2016-2020.

|  | 46.1 % |

|  | 41 % |